# Herman Legger
Herman Jozephus (Herman) Legger (Veendam, 7 juli 1895 - Loenen aan de Vecht, 7 september 1978) was een Nederlands voetballer die als middenvelder speelde.

## Clubvoetbal
Legger begon met voetballen bij GVV. In de Eerste Wereldoorlog kwam hij als sergeant van het 12e infanterieregiment terecht in Millingen aan de Rijn waarna hij voor Robur et Velocitas in Apeldoorn uitkwam. In Millingen waren ook verscheidene spelers van Be Quick gelegerd. Na terugkeer in Groningen ging hij bij de good old spelen waarmee hij in 1920 landskampioen werd en zevenmaal Noordelijk kampioen. Legger debuteerde voor Be Quick op 22 september 1918 uit tegen WVV en speelde zijn laatste wedstrijd voor Be Quick op 26 april 1931 uit tegen Friesland.

## Vertegenwoordigend voetbal
Hij speelde in 1921 en 1922 tweemaal in het Nederlands voetbalelftal. Hij maakte ook deel uit van de selectie voor de Olympische Zomerspelen in 1920 maar kreeg geen bronzen medaille uitgereikt omdat hij tijdens dat toernooi niet in actie kwam.
Legger kwam ook vele malen uit in het noordelijk elftal, onder andere een recordaantal van elfmaal in de jaarlijkse semi-interland tegen Noord-Duitsland, het vooroorlogse hoogtepunt van het noordelijke voetbal.
Legger kwam tussen 1920 en 1925 viermaal uit voor de Noordelijke Zwaluwen.

## Palmares
| Nationaal                |    |                                          |
| Kampioen van Nederland   | 1x | 1920                                     |
| Regionaal                |    |                                          |
| Kampioen van het noorden | 7x | 1919, 1920, 1921, 1922, 1923, 1924. 1926 |
| Groninger Dagbladbeker   | 5x | 1919, 1922, 1923, 1925, 1929             |